# 2e législature de la Saskatchewan
La 2e législature de la Saskatchewan est élue lors des élections générales d'août 1908. L'Assemblée siège du 10 décembre 1908 au 15 juin 1912. Le parti libéral dirigé par Thomas Walter Scott forme le gouvernement et l'opposition officielle est assumée par le Provincial Rights Party (en) de Frederick W. A. G. Haultain.
William Charles Sutherland (en) sert comme président de l'Assemblée.

## Membres du parlement
Les membres du parlement suivants sont élus à la suite de l'élection de 1908:
|  | Circonscription électorale | Membre                             | Parti                  |
|  | -------------------------- | ---------------------------------- | ---------------------- |
|  | Arm River                  | George Adam Scott                  | Libéral                |
|  | Athabasca                  | Joseph Octave Nolin                | Libéral                |
|  | Battleford                 | Sydney Seymour Simpson             | Libéral                |
|  | Cannington                 | John Duncan Stewart                | Libéral                |
|  | Canora                     | John Duff Robertson                | Libéral                |
|  | Duck Lake                  | William Ferdinand Alphonse Turgeon | Libéral                |
|  | Estevan                    | George Alexander Bell              | Libéral                |
|  | Francis                    | John James Stevenson               | Libéral                |
|  | Hanley                     | James Walter MacNeill              | Libéral                |
|  | Humboldt                   | David Bradley Neely                | Libéral                |
|  | Kinistino                  | George Balfour Johnston            | Provincial Rights (en) |
|  | Last Mountain              | Thomas Arnold Anderson             | Provincial Rights (en) |
|  | Lloydminster               | Henry Claud Lisle                  | Libéral                |
|  | Maple Creek                | David James Wylie                  | Provincial Rights (en) |
|  | Milestone                  | Albert Eugene Whitmore             | Provincial Rights (en) |
|  | Moose Jaw City             | John Henry Wellington              | Provincial Rights (en) |
|  | Moose Jaw County           | John Albert Sheppard               | Libéral                |
|  | Moose Mountain             | William Elliot                     | Provincial Rights (en) |
|  | Moosomin                   | Alexander Smith Smith              | Libéral                |
|  | North Battleford           | Donald M. Finlayson                | Libéral                |
|  | North Qu'Appelle           | John Archibald McDonald            | Provincial Rights (en) |
|  | Pelly                      | John Kenneth Johnston              | Libéral                |
|  | Pheasant Hills             | Henry Hayes Willway                | Provincial Rights (en) |
|  | Pipestone                  | Archibald Beaton Gillis            | Provincial Rights (en) |
|  | Prince Albert City         | John Ernest Bradshaw               | Provincial Rights (en) |
|  | Prince Albert County       | Samuel James Donaldson             | Provincial Rights (en) |
|  | Redberry                   | George Langley                     | Libéral                |
|  | Regina City                | James Franklin Bole                | Libéral                |
|  | Regina County              | Frederick Clarke Tate              | Provincial Rights (en) |
|  | Rosthern                   | Gerhard Ens                        | Libéral                |
|  | Saltcoats                  | Thomas MacNutt                     | Libéral                |
|  | Saskatoon City             | Archibald Peter McNab              | Libéral                |
|  | Saskatoon County           | William Charles Sutherland         | Libéral                |
|  | Souris                     | Archibald W. Riddell               | Provincial Rights (en) |
|  | South Qu'Appelle           | Frederick William Gordon Haultain  | Provincial Rights (en) |
|  | Swift Current              | Thomas Walter Scott                | Libéral                |
|  | Touchwood                  | George Maitland Atkinson           | Libéral                |
|  | Vonda                      | Albert Frederick Totzke            | Libéral                |
|  | Wadena                     | Herbert Chandler Pierce            | Libéral                |
|  | Weyburn                    | Robert Menzies Mitchell            | Libéral                |
|  | Yorkton                    | Thomas Henry Garry                 | Libéral                |

Notes: 

## Représentation
| Parti                    | Parti                    | Membres |
|                          | Libéral                  | 27      |
|                          | Provincial Rights (en)   | 14      |
| Total                    | Total                    | 41      |
| Gouvernement majoritaire | Gouvernement majoritaire | 13      |

Notes: 

## Élections partielles
Des élections partielles peuvent être tenues pour remplacer un membre pour diverses raisons:
| Circonscription | Député élu                 | Parti   | Date de scrutin  | Motif                                                                         |
| --------------- | -------------------------- | ------- | ---------------- | ----------------------------------------------------------------------------- |
| Humboldt        | William Richard Motherwell | Libéral | 7 décembre 1908  | David Bradley Neely démissionne pour se présenter en politique fédérale       |
| Saltcoats       | James Alexander Calder     | Libéral | 7 décembre 1908  | Thomas MacNutt démissionne pour se présenter en politique fédérale            |
| Saskatoon City  | Archibald Peter McNab      | Libéral | 24 décembre 1908 | McNab démissionne après sa nomination au cabinet et est réélu par acclamation |

Notes: 